# Aplocheilichthyinae
Aplocheilichthyinae – podrodzina ryb piękniczkowatych (Poeciliidae) występujących na wybrzeżach zachodniej Afryki pomiędzy ujściami rzek Senegal i Kongo.
Systematyka podrodziny ulegała wielu zmianom i nie została ostatecznie ustalona. W zależności od autora zaliczano do niej od jednego do sześciu rodzajów. Ghedotti zaliczył tylko jeden gatunek Aplocheilichthys spilauchen (błyskotek Spilauchena). Eschmeyer wymienia trzy rodzaje:
- Aplocheilichthys
- Platypanchax
- Rhexipanchax.

Większość rodzajów wcześniej klasyfikowanych do Aplocheilichthyinae przeniesiono do podrodziny Procatopodinae.